# لالة بتول
لالة بتول بنعيسى هي نسوية مغربية حظيت بشهرة كبيرة باعتبارها أول سيدة في تاريخ المغرب الحديث يتمّ سجنها لأسباب سياسية. سُجنت بتول في عام 1910 ثم عُذبت على يدِ سلطات عبد الحفيظ بن الحسن ومساعدي أخيه عبد العزيز الذي كان قد أطاح به في عام 1908.

نشرَ والتر هاريس عام 1910 مقالا له على ذي تايمز وقد كشف فيه أن بتول قد سُجنت في قصر سري في طربوش. يصفُ هاريس الأحداث على النحو التالي:

أعطى [السلطان] أوامر بأنه يجب البحث عن ثروة [حاكم فاس] والوصول لها قبل أن يعثر عليها أي شخص آخر ... خلال تلك الفترة تمّ اعتقال النساء من بينهم زوجة حاكم فاس الأرستقراطية وهي سيدة من عائلة طيبة وذات منصب رفيع كان يُعتقدُ أنها تعرف موقع الكنز الخفي وستكشفُ عنه للسلطان. لقد تعرضت السيدة بتول للتعذيب ولكنها لم تعترف بأي شيء.
لقد تعرضت بتول لتعذيب رهيب على يد سلطات السلطان حيث تمّ ربطها بالسلاسل الحديدية وعلقت على الجدار عارية وذلك تحت الإشراف الشخصي للسلطان عبد الحفيظ الذي عملَ قرص تذييها وتعريضهم لأشدّ الأم طمعَا في استخلاص أجوبة منها حول موقع الكنز.